# Богданов, Виталий Анатольевич
Вита́лий Анато́льевич Богда́нов (род. 6 октября 1953, Семипалатинск) — российский бизнесмен и медиаменеджер, один из основателей "Русского Радио", владелец "Нашего Радио" и ряда других радиостанций и СМИ. В прошлом член Совета Федерации.

## Биография
Родился 6 октября 1953 года в Семипалатинске. В начале 60-х вместе с родителями переехал в Кемерово, где жил и учился. В 1979 году переехал в Москву.
- 1982—1988 гг. — работал в Московской концертной организации Главного управления культуры «Москонцерт»
- 1986 год — окончил Московский Государственный институт культуры
- 1990—1996 гг. — Владелец и Генеральный директор ЗАО «МС-МАКС», занимающейся дистрибуцией профессионального звукового, теле-, кино- и радиовещательного оборудования
- 1996—2001 гг. — Генеральный директор ЗАО «Русская Медиагруппа», в которую входили "Росконцерт", радиостанции "Русское Радио", "Хит FM", "Радио Динамит" (теперь DFM), "Радио Монте-Карло", "Радио Maximum", "Русская Служба Новостей"
- 2001—2005 гг. — Председатель Совета директоров ЗАО «Русская Медиагруппа»
- 1994—2005 гг. — Председатель Совета директоров Коммерческого банка «Русский Международный Банк» ЗАО
- 2005—2018 гг. — Член Совета Федерации Федерального Собрания Российской Федерации

В 2010 году создал «Мультимедиа холдинг», в состав которого сегодня входят «Наше радио», «Rock FM», «ULTRA» (работает в режиме интернет-вещания), «Радио Jazz», российское информационное агентство — «Национальная служба новостей» («НСН»), телеканал "Наше TV", а также крупнейший музыкальный фестиваль России "Нашествие".
Академик Российской Академии Радио
Член Союза журналистов России.
Коллекционирует бас-гитары и старые пластинки прогрессив-рока. Утверждает, что радио и музыка для него — сочетание бизнеса и "фана".

## Собственность и доходы
По информации газеты «Ведомости», в Италии Богданову принадлежит домовладение общей площадью 350 м².

## Награды
- 2002 год — Орден Русской Православной Церкви Преподобного Сергия Радонежского III степени (за вклад в воссоздание Храма Христа Спасителя)
- 2002 год — Лауреат премии Правительства Российской Федерации в области науки и техники (за создание новой общероссийской радиовещательной сети (проект "Русское Радио")
- 2011 год — Орден Украинской Православной Церкви Святого Равноапостольного князя Владимира II степени (за заслуги перед Украинской Православной Церковью)
- 2012 год — Архиерейская Грамота Архиепископа Курского и Рыльского (во внимание к трудам по восстановлению Храма Святого Благоверного князя Александра Невского в д. Шуклинка Курского района Курской области и в благословение на дальнейшие труды на благо Курской Епархии во славу Русской Православной Церкви)
- 2013 год — Памятный знак "За Труды и Отечество" (за вклад в социально-экономическое развитие Курской области и активное участие в значимых областных мероприятиях)
- 2013 год — Благодарность Правительства Российской Федерации
- 2013 год — Медаль "Совет Федерации. 20 лет"
- 2014 год — Благодарственное письмо Президента Российской Федерации
- 2016 год — Нагрудный знак МВД России "За содействие МВД"
- 2023 год — Премия Правительства Российской Федерации в области средств массовой информации (25 декабря 2023 года) — за поддержку современной отечественной музыки[4].